# Qubadlı (Rayon)
Qubadlı eller Qubadlı Rayonu är ett distrikt i Azerbajdzjan. Det ligger i den sydvästra delen av landet, 300 km väster om huvudstaden Baku. Antalet invånare är 35 067. Arean är 802 kvadratkilometer.
Terrängen i Qubadlı Rayonu är bergig åt nordväst, men åt sydost är den kuperad.
Följande samhällen finns i Qubadlı Rayonu:
- Qubadlı

Trakten runt Qubadlı Rayonu består i huvudsak av gräsmarker. Runt Qubadlı Rayonu är det ganska tätbefolkat, med 52 invånare per kvadratkilometer.